# مايا لويس
مايا لويس (20 يونيو 1970 بكرايستشرش في نيوزيلندا - ) (بالإنجليزية: Maia Lewis)‏ هي لاعبة كريكت نيوزلندية. شاركت مع منتخب نيوزيلندا الوطني للكريكت.

## وصلات خارجية
- مايا لويس على موقع إي آس بي آن كريك إنفو (الإنجليزية)